# Rafael Pérez del Álamo
Rafael Pérez del Álamo (Loja, Granada, 1829 - Arcos de la Frontera, Cádiz, 1911) fue un veterinario y anarcosindicalista español.
Fue el principal dirigente de la sublevación campesina de Loja en julio de 1861, a la que intentó imprimir un carácter republicano-democrático y de la que ha dejado escrita su propia versión de los sucesos. Tras su fracaso, logró esconderse, hasta que más tarde fue amnistiado y confinado en Arcos de la Frontera, donde fundó el Centro Obrero y la sociedad Fraternidad Obrera, a través de la cual los obreros en paro se dedicaron a la reconstrucción de edificios ruinosos para sorteárselos entre ellos o venderlos y repartir su importe. El Centro Obrero fue la única seguridad para el obrero andaluz occidental de finales del siglo XIX y principios del XX. Las ideas revolucionarias que habían estallado con ideas anarquistas y socialistas, solo pudieron apaciguarse con la brutal represión del gobierno y en parte con hermandades de trabajadores como la que organizó Pérez del Álamo.
Su colaboración, juntamente con otros revolucionarios, para enviar toda clase de información a Pablo Iglesias fue decisiva en la fundación del Partido Socialista Obrero Español. Igualmente en los últimos años de su vida se carteó con Benito Pérez Galdós, quien incluyó la gesta de Pérez del Álamo en sus famosos Episodios nacionales:

Hombre extraordinario fue realmente, dotado de facultades preciosas para organizar a la plebe, y llevarla por derecho a ocupar un puesto en la ciudadanía gobernante. Tosco y sin lo que llamamos ilustración, demostró natural agudeza y un sutil conocimiento del arte de las revoluciones; arte negativo si se quiere, pero que en realidad no va nunca solo, pues tiene por la otra cara las cualidades del hombre de gobierno. Representó una idea que en su tiempo se tuvo por delirio. Otros tiempos traerían la razón de aquella sinrazón.
La vuelta al mundo en la Numancia (1906), capítulo V.